# Luigi Alamanni
Luigi Alamanni (às vezes escrito Alemanni) (Florença, 6 de março de 1495 — Amboise, 18 de abril de 1556) foi um poeta e estadista italiano. Foi considerado um poeta prolífico e versátil. Foi-lhe creditado a introdução do epigrama na poesia italiana.

## Biografia
Alamanni nasceu em Florença. Seu pai era um adepto dedicado ao partido dos Médici, mas Luigi, sofrendo de uma suposta injustiça, se juntou a outros em uma conspiração fracassada contra Giulio di Giuliano de' Medici, mais tarde Papa Clemente VII. Foi obrigado, em consequência disso, a se refugiar em Veneza, e, com a ascensão de Clemente, a fugir para a França. Quando Florença se libertou do jugo papal, em 1527, Alamanni retornou, e ocupou um proeminente cargo na gestão dos assuntos da república.
Com a restauração dos Médici, em 1530, voltou a refugiar-se na França, onde compôs a maior parte de suas obras. Era um dos favoritos de Francisco I, que o enviou como embaixador a Carlos V após a Paz de Crépy, em 1544.
Como exemplo de seu tato, nessa qualidade, é relatado que, quando Carlos interrompeu um discurso de cortesia, citando um poema satírico das palavras de Alamanni: "l' aquila grifagna, che per piu devorar, duoi rostri porta", ("a águia voraz, que para melhor devorar, tem dois bicos"), Alamanni de pronto respondeu que ele lhes falou como um poeta, que se permitia utilizar-se de ficções, mas que agora falava como embaixador, que era obrigado a dizer a verdade. A resposta imediata satisfez Carlos, que acrescentou algumas palavras de cortesia.
Após a morte de Francisco, Alamanni desfrutou da confiança de seu sucessor, Henrique II, e em 1551 foi enviado por ele como seu embaixador para Gênova. Morreu em Amboise, em 18 de abril de 1556.
Escreveu um grande número de poemas, que se distinguem pela pureza e excelência do seu estilo. O melhor deles é um poema didático, La Coltivazione (Paris, 1546), escrito em imitação às Geórgicas de Virgílio. Sua Opere Toscane (Lyon, 1532) é composta de peças satíricas escritas em versos brancos. Um poema inacabado, Avarchide, em imitação à Ilíada, foi o trabalho de sua idade avançada e tem pouco mérito.
Alguns dizem que Alamanni foi o primeiro a usar o verso branco na poesia italiana, mas essa distinção pertence sim a seu contemporâneo Gian Giorgio Trissino.

## Obras
- Elegie (1525)
- XIII Satire
- Selve
- Epigrammi
- Antigone (1527), tragédia sobre Sófocles
- Opere toscane (1532)
- La coltivazione (1546)
- Flora (1555), comédia
- Girone il Cortese (1548), poema épico
- Avarchide, poema